# Terraria
Terraria je akcijsko-pustolovska videoigra. Omogoča samostojno in množično igranje ter sodelovanje igralcev v ekipah. Igro je razvilo podjetje Re-Logic. Začeteki razvijanja so bili v začetku januarja leta 2011, po nekaj mesecih je igra uradno izšla 16. maja 2011. Igro je mogoče kupiti preko spletne trgovine Steam po ceni 9,99 EUR. Namenjena je predvsem za Microsoft Windows, kasneje so izšle tudi različice za prenosne naprave (iOS in Android) in za novejše konzole. Njena povprečna ocena na agregatorju Metacritic je bila 83 v začetku leta 2012.

## Splošno o Terrariji
Igro je možno igrati samostojno ali skupaj s prijatelji preko interneta ali lokalne omrežne povezave. Ob zažetku si mora vsak igralec ustvariti svojega junaka, s katerim bo kasneje igral. Ima kar veliko možnosti za urejanje, kar omogoča lažje ločevanje posameznih igralcev med seboj. 
Na voljo so mnoge pustolovščine, zanimiva odkritja in veliko novih območij, ki se kasneje dinamično spreminjajo glede na napredovanje zgodbe.

## Igranje

### Ustvarjanje junaka
Vsak igralec ustvari svojega junaka s katerim bo vstopil v svet dogodivščin Terrarije. Z njim bo nabiral surovine, gradil hiše, ustvarjal orodja, pridobival orožja in vse kar bo potreboval na njegovi poti. Ustvarjanje junaka omogoča izbiro las, oči, polti, oblačila in spola.

### Začetek igre
Po uspešno končanem ustvarjanju junaka, vstopimo v svet Terrarije. Vse skupaj se prične na naključnem mestu na mapi, kjer se ustvarjen junak pojavi skupaj z NPC-jem oz. vodičem, ki pomaga začetnikom z razlago njihovih nalog, ter daje navodila za igranje. Sledi zbiranje surovin in gradnja hiše, ki bo služila kot dom, kjer bodo stanovali NPC-ji in sami igralci. Vsako noč se pojavljajo pošasti, pred katerimi se je treba braniti in zaščititi NPC-je v hiši. Sledi raziskovanje jam in borba proti zlobnimi pošastmi, katere čakajo igralce globoko pod zemljo. Zelo pomembno je zbiranje surovin, katere so potrebne za gradnjo oklepa, orožij, in pripomočkov, ki pomagajo ob sledečih dogodivščinah.

### Stil igre
Stil igre je predvsem avanturističen. Igralci si med seboj pomagajo, nabirajo surovine, gradijo hiše, raziskujejo jame in se branijo pred zlonamernimi pošastmi in stvori. Med seboj se ne morejo poškodovati in igra spodbuja sodelovanje.
Igralci imajo tudi možnost igranja PVP (igralec proti igralcu). Bistvo igre ostaja enako, vendar se igralci lahko med seboj poškodujejo. Vrsta igre je odvisna od posameznikov, saj se morajo sami odličiti za stil igre. PVP način ponuja možnost ločevanja igralcev po skupinah glede na barve. Vsak igralec sam se odloči, ali bo omogočil tako imenovani PVP način ali ne. Vklop in izklop PVP načina je zelo preprost in hitro izvedljiv, vendar obstaja določena časovna omejitev, ki onemogoča zlorabljanje takšnega načina igranja.
Igra zahteva zelo veliko poznavanja posameznih receptov, ki so potrebni za izelavo orodja, orožja, predmetov, oklepa, itd. 

Za lažje igranje in morebitna vprašanja o posameznih dogodkih in izdelavi vseh predmetov si igralci lahko pomagajo z Terraria wiki.

## Sistemske zahteve
Microsoft Windows
- Microsoft Windows, Windows Vista ali Windows 7
- 1.6 Ghz procesor
- 512 MB RAM oz. delovnega spomina
- 200 MB prostora na trdem disku
- Grafična kartica: 128MB video spomina, Shader Model 1.1
- DirectX®: 9.0c ali novejši